# Recueil des Travaux Chimiques des Pays-Bas
Recueil des Travaux Chimiques des Pays-Bas era una rivista accademica che si occupava di chimica.
Nel 1996 si fonde con Liebigs Annalen per formare Liebigs Annalen/Recueil e Chemische Berichte/Recueil.